# 대야동 (시흥시)
대야동(大也洞)은 대한민국 경기도 시흥시의 행정동이다.

## 개요
대야동은 동쪽으로는 과림동, 서쪽으로는 신천동, 남쪽으로는 은행동, 북쪽으로는 부천시와 경계를 이루고 있다. 시흥의 교통중심지로 해발 299.4m의 소래산이 위치하여, 소래산 산림욕장을 중심으로 시민의 휴양명소로 많은 시민들이 가족과 함께 즐겨 찾는 곳이며, 우리나라 최대 석불조각인 소래산마애상(2000. 12. 15 보물 지정)이 있으며, 택지개발사업으로 도시 기능이 한층 강화되어 도농복합형 동으로서 균형있게 발전하고 있는 동이다. 마을 북서편에 소래산이 있는데, 이 산밑에 있는 큰 마을이라 하여 대야리(大也里)라 했다가 1989년 시흥시로 승격되면서 지금의 대야동으로 개칭되었다.

## 법정동
- 대야동
- 계수동(桂壽洞)

## 교육
- 계수초등학교
- 은계초등학교
- 대야초등학교
- 은계중학교
- 대흥중학교

## 아파트
| 단지명                    | 건설사         | 시행사                             | 주소                      | 입주        | 비고 |
| ------------------------- | -------------- | ---------------------------------- | ------------------------- | ----------- | ---- |
| 은계 우미린 레이크        | 우미건설       | 다안건설㈜                         | 계수로 19 (대야동)        | 2018년 9월  |      |
| 대야 두산위브 더 파크     | 두산건설       | 시흥시대야동주택재개발정비사업조합 |                           |             |      |
| 시흥은행 서해             | 서해종합건설㈜ | 서해종합건설㈜                     | 비둘기공원7길 27 (대야동) | 1997년 11월 |      |
| e편한세상 시흥 센텀하임   | ㈜디엘이앤씨   | ㈜건설과미래                       |                           | 2019년 9월  |      |
| e편한세상 시흥 더블스퀘어 |                |                                    |                           |             |      |
| 시흥 센트럴 푸르지오      |                |                                    |                           |             |      |